# 천재 사기꾼 돈: 세상을 속여라
《천재 사기꾼 돈: 세상을 속여라》(Don 2)는 2011년 개봉한 인도의 액션 영화이다.
《천재 사기꾼 돈: 세상을 속여라》는 2011년 12월 23일 2D 및 3D 형식으로 출시되었으며 여기에는 텔루구어 및 타밀어 더빙 버전도 포함되어 있다. 이 영화는 스토리, 영화 촬영법, 프로덕션 디자인, 음악, 액션 시퀀스, 출연진 연기에 대한 찬사를 받으며 비평가들로부터 긍정적인 평가를 받았다. ₹202.81 크로어(미화 2,300만 달러)가 넘는 흥행 수익을 올린 돈 2는 상업적 성공을 거두었으며 2011년 세 번째로 높은 수익을 올린 힌디어 영화였다.

## 줄거리
영화 '천재 사기꾼 돈: 세상을 속여라'는 강력한 국제 마약왕 돈이 유럽의 위조지폐 사업을 장악하기 위해 베를린 은행에서 화폐 인쇄판을 훔치려는 계획을 중심으로 전개된다. 한편, 돈을 쫓는 인터폴 요원 로마는 그를 체포하려 한다. 
돈은 과거 사건 이후 태국에서 은신하며 코카인 사업을 벌이던 중, 유럽 마약 카르텔의 배신으로 위기에 처한다. 그는 말레이시아에서 자수하고 체포되어 감옥에 수감되는데, 그곳에서 숙적 바르단을 만나게 된다. 돈은 탈옥을 제안하고, 둘은 협력하여 감옥을 탈출한다. 스위스에서 돈은 과거 은행 부패 사건을 담은 테이프를 손에 넣고, 이를 이용해 은행 고위 간부 디완을 협박하여 은행 설계도를 얻어낸다. 돈은 은행 인쇄판을 훔치기 위한 계획을 실행하지만, 동료들의 배신에 맞닥뜨리게 된다.
결국 돈은 경찰에 체포되지만, 디완을 협박해 독일 면책특권을 얻어낸다. 돈은 인질의 안전과 폭탄 해체를 조건으로 경찰과 협상하고, 위조 인쇄판과 유럽 범죄 조직 정보가 담긴 디스크를 넘긴다. 로마는 돈을 잡으려 하지만 그를 쏘지 못하고 오히려 총에 맞고, 돈은 바르단과 자바르를 제압한다. 돈은 면책 특권을 확보하고, 디완을 죽여 복수에 성공한다.
하지만 돈의 계획은 더욱 치밀했다. 그는 가짜 인쇄판으로 경찰을 속이고, 디스크를 통해 유럽 마약 카르텔을 일망타진한다. 돈은 충실한 조력자 사미르와 아이샤와 함께 유럽 지하 세계의 새로운 지배자가 된다. 사미르는 사실 돈의 편이었고, 경찰에 신고한 것도 돈의 계획 일부였다.

## 캐스팅
- 샤룩 칸 - Don
- 프리양카 초프라 - Roma
- 라라 더타 - Ayesha
- 보만 이라니 - Vardhaan
- 옴 퓨리 - Vishal Malik

## 음악
전체 작사: Javed Akhtar. 전체 작곡: Shankar–Ehsaan–Loy
| #            | 제목                                          | 가수                               | 재생 시간 |
| ------------ | --------------------------------------------- | ---------------------------------- | --------- |
| 1.           | 〈Aa Raha Hoon Palat Ke〉                     | Shah Rukh Khan                     | 00:35     |
| 2.           | 〈Zara Dil Ko Thaam Lo〉                      | Vishal Dadlani, Anusha Mani        | 05:08     |
| 3.           | 〈Hai Ye Maya〉                               | Usha Uthup                         | 04:42     |
| 4.           | 〈Dushman Mera〉                              | Shankar Mahadevan, Sunitha Sarathy | 03:44     |
| 5.           | 〈The King Is Back〉 (Theme)                  | Sunitha Sarathy                    | 03:57     |
| 6.           | 〈Mujhko Pehchaanlo〉                         | KK                                 | 03:24     |
| 7.           | 〈Hai Yeh Maya〉 (Remix by DJ Shane Mendonsa) | Usha Uthup                         | 04:42     |
| 8.           | 〈Mujhko Pehchaanlo〉 (Remix)                 | KK                                 | 04:51     |
| 9.           | 〈The 'Don' Waltz〉                           | Caralisa Monteiro                  | 03:29     |
| 총 재생 시간 | 총 재생 시간                                  | 총 재생 시간                       | 34:31     |

## 논쟁
이 작품은 2012년 10월 3일 대한민국에 개봉될 예정이었으나 배급사측은 실제로 극장상영을 하지 않고 IPTV로 영화 배급을 직행했는데 일부 상영관에 실제 상영 실적 없이 허구로 상영 편성을 한 것이 문제가 되었다.